# Leeder

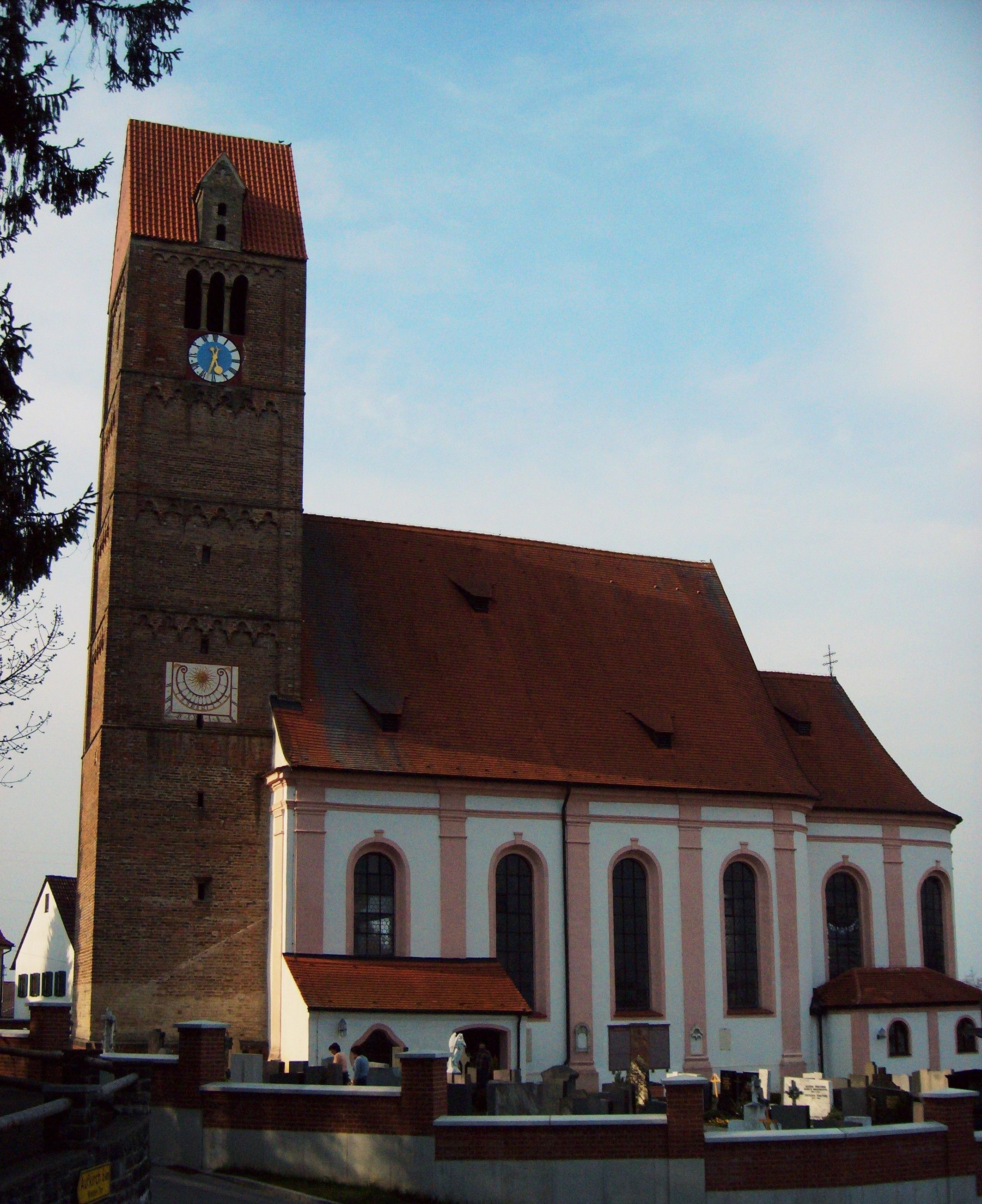
Pfarrkirche Mariä Verkündigung

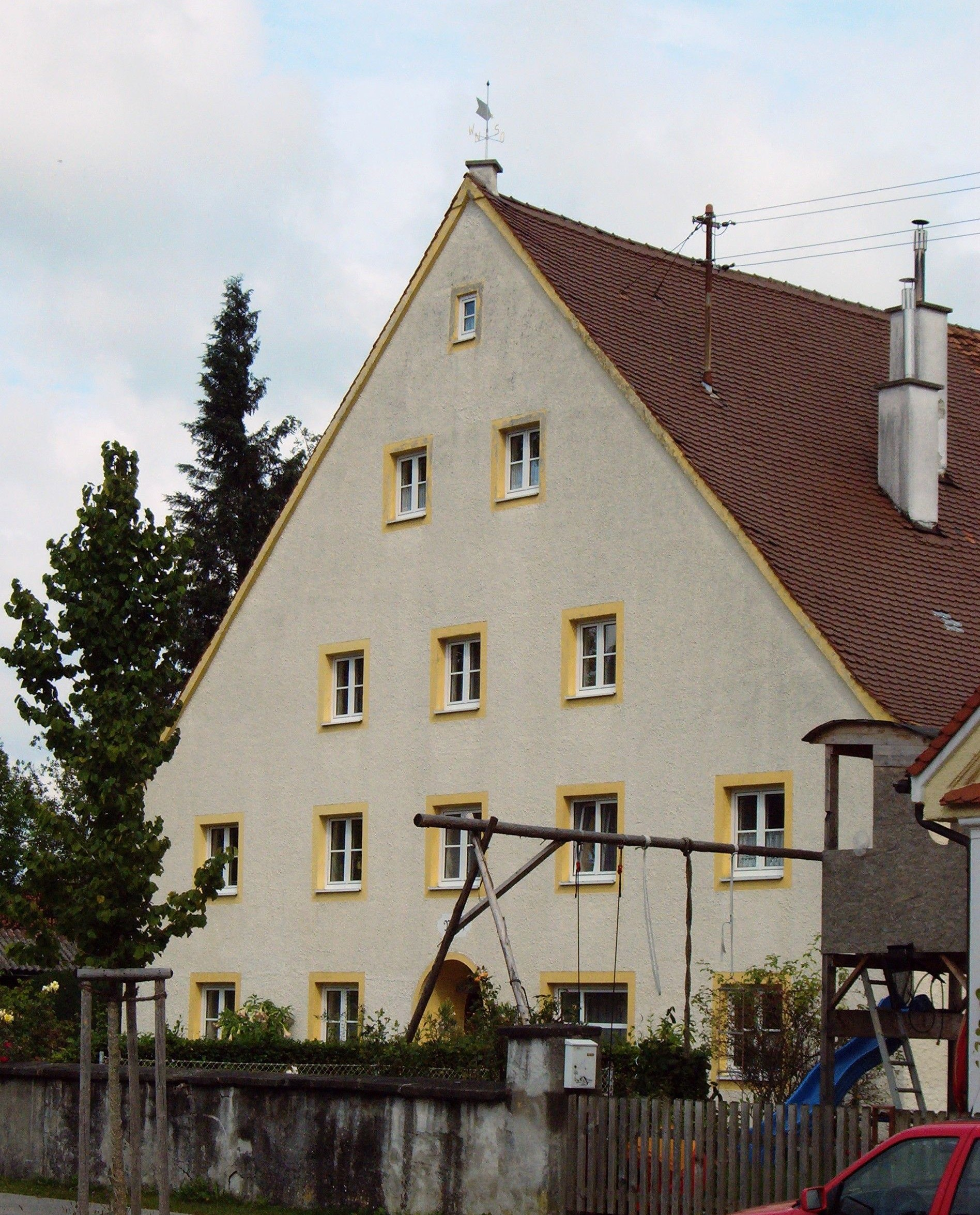
„Herrschaftlicher Stadel“ an der Hauptstraße

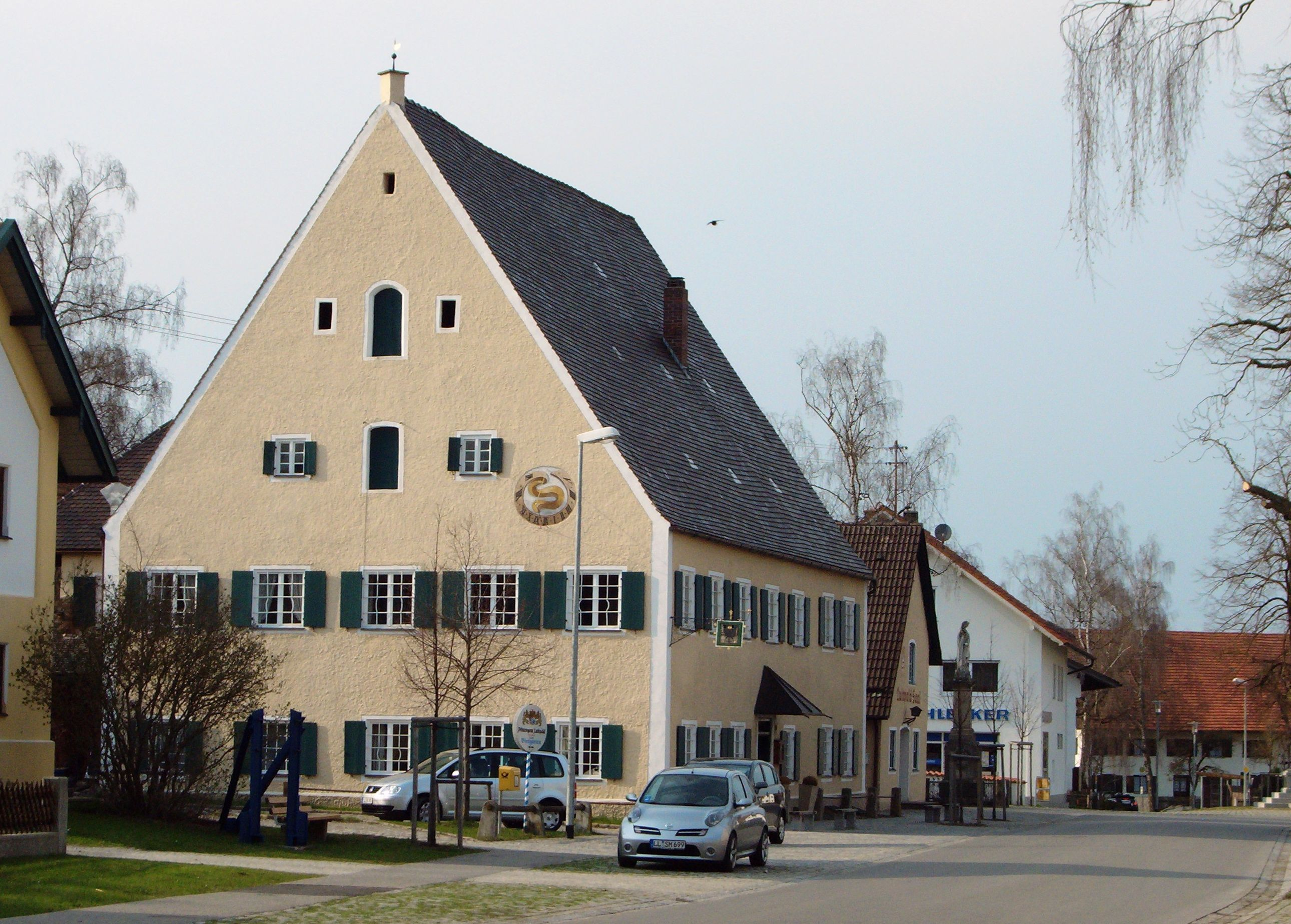
Historische Taverne Luitpold

Leeder ist ein Ortsteil der Gemeinde Fuchstal im oberbayerischen Landkreis Landsberg am Lech.

## Geografie
Leeder liegt etwa 60 Kilometer südwestlich von München und zwei Kilometer westlich des Lechs auf einer breiten Schotterterrasse, die im Osten von einem Altmoränenzug begrenzt wird. Zwischen Seestall und Leeder verläuft die Bundesstraße 17, die hier zugleich „Romantische Straße“ ist.

## Geschichte
In römischer Zeit verlief hier die Via Claudia Augusta, die heute als Fahrradweg ausgebaut und beschildert ist. Leeder, das von Franken vermutlich im 8. Jahrhundert als Wehrdorf zum Schutz des schwäbischen Hinterlandes vor bayrischen Angriffen gegründet wurde. Man nimmt an, dass sich der Ortsname aus dem flämischen „Lethe“ – „Lede“, d. h. künstlicher Wasserlauf ableitet. Besiedelt war Leeder zunächst von Flamen, die den Schmiedbach durch den Ort leiteten.
1401 kaufte Friedrich von Freyberg Leeder, dessen Nachkommen bis 1497 Ortsherren waren und das Dorf an den Augsburger Händler und Bürgermeister Sigmund Gossembrot veräußerten. Nach dessen Tod im Jahr 1508 ging Leeder in den Besitz seines Schwiegersohnes Ulrich Rehlinger über, der ebenfalls Bürgermeister in Augsburg war. Rehlinger führte 1527 in Leeder den evangelischen Glauben ein.
1661 kaufte das Hochstift Augsburg den Ort von den Fuggern und richtet das Pflegamt Leeder ein, das die Orte Denklingen, Welden, Lengenfeld und die Weiler Krähmoos, Hohenwart und Lechmühlen umfasst. Oberhalb der heutigen Kirche bestand eine Burg, die zusammen mit dem am heutigen Dreiweiherweg gelegenen, schon 1552 erwähnten Lustschloss Martinsbrunn und dem Amtshaus nach der Säkularisation verfielen und auf Abbruch versteigert wurden. 1905 wurden zwischen dem neuen Friedhof und der „Almhütte“ am ehemaligen Sportplatz Mauerreste aus mörtelverbundenen Feldsteinen gefunden, die der damaligen Burgbefestigung zugeordnet werden. Das Marktrecht des Ortes ist 1568 erstmals erwähnt und 1807 urkundlich verbrieft. Es erlaubt jährlich zwei Krämer- und Viehmärkte. Die Krämermärkte werden noch heute jeweils sonntags im Mai und im Herbst entlang der Hauptstraße des Ortes abgehalten.
Seit dem Reichsdeputationshauptschluss und der Säkularisation von 1803 gehört das gesamte Gebiet der jetzigen Gemeinde Fuchstal zu Bayern, bis zur Gebietsreform gehörte der Markt Leeder zum bayerischen Regierungsbezirk Schwaben.
Der Markt Leeder hatte 1961 eine Gemeindefläche von 2156,22 Hektar, 1059 Einwohner und bestand aus den Orten Leeder, Aschthal, Engratshofen, Krämoos, Moosmühle, Sägmühle, Schäfmoos, Welden, Weldermühle und Wildbad.
Die heutige Gemeinde Fuchstal entstand 1972 im Rahmen der Gebietsreform aus dem Zusammenschluss der Gemeinden Asch, Markt Leeder und Seestall, jedoch ohne Krämoos, das an Oberostendorf ging. 1978 gründeten die Gemeinden Fuchstal und Unterdießen die Verwaltungsgemeinschaft Fuchstal.

## Sehenswürdigkeiten
In Leeder sind nur wenige alte Bauwerke erhalten – das Schloss, das etwas außerhalb des Dorfes am heutigen Dreiweiherweg gelegene Lustschlösschen Martinsbrunn und weitere herrschaftliche Gebäude verfielen nach der Säkularisation und wurden später „auf Abbruch“ versteigert. Erhalten geblieben sind die bereits im 16. Jahrhundert erwähnte Taverne (heute: Gasthaus Luitpold) und der herrschaftliche Stadel mit teilweise erhaltener Einfriedungsmauer gegenüber, in dem heute Geschäftsräume sind.

## Bodendenkmäler
Siehe: Liste der Bodendenkmäler in Fuchstal

## Einzelnachweise

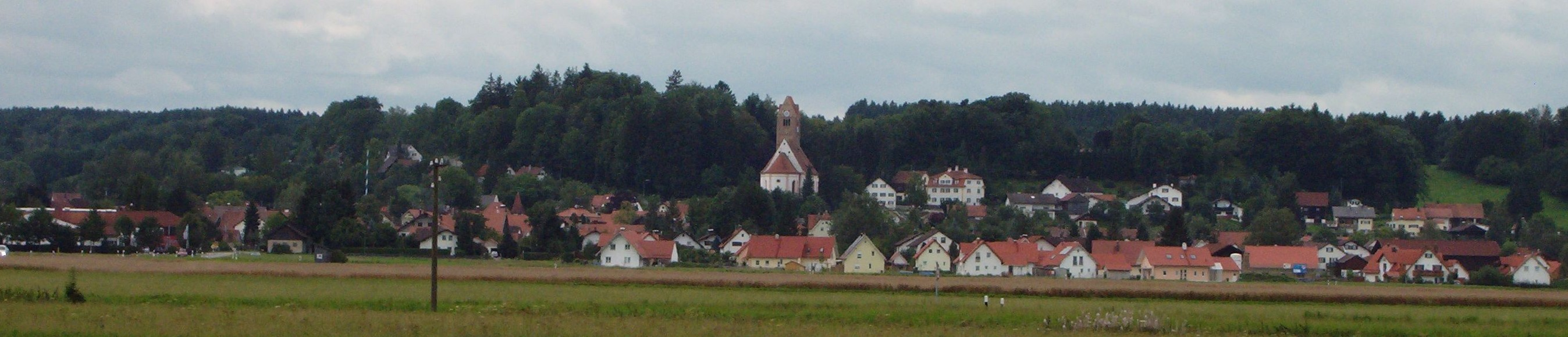
Panorama von Leeder